# Ron Weasley
Ronald Bilius Weasley, dit Ron Weasley [ʁɔn wizle] (en anglais : [rɒn ˈwiːzli]), est l'un des personnages principaux de la saga Harry Potter écrite par la romancière J. K. Rowling. Ron est le meilleur ami de Harry Potter et de Hermione Granger et il fait lui aussi partie de la maison Gryffondor à Poudlard.
Le personnage est interprété par Rupert Grint au cinéma et par Paul Thornley dans la pièce de théâtre Harry Potter et l'Enfant maudit (2016).

## Histoire

### Série originelle

#### Une famille loyale et généreuse
Ron fait partie de la famille Weasley, une famille de sang-pur, qui réside au Terrier. Dans Harry Potter à l'école des sorciers, Ron rencontre Harry dans la gare de King's Cross, où il aide Harry à trouver l'entrée secrète de la gare du monde des sorciers. Harry et Ron s'installent dans le même compartiment du train Poudlard Express et font connaissance, posant les premières pierres de leur amitié : Ron est fasciné par le célèbre Harry Potter. C'est dans ce même compartiment qu'ils rencontrent tous deux Hermione Granger, qui leur paraît à première vue très antipathique mais qui devient par la suite leur amie, après qu'ils l'ont sauvée d'une dangereuse confrontation avec un troll des montagnes adulte.
Ron joue un rôle crucial dans la quête de la pierre philosophale. Sa stratégie au jeu d'échecs version sorciers permet à Hermione et Harry de continuer et gagner la partie parmi les pièces animées et géantes qui composent l'échiquier. Au cours du jeu, Ron décide de sacrifier sa pièce et tombe évanoui après un violent choc. Lors de la fête de fin d'année, le dernier dîner de l'année scolaire, Albus Dumbledore, le directeur de l'école, décerne cinquante points à Ron pour Gryffondor car c'était « la plus belle partie d'échecs qu'on ait jouée à Poudlard depuis de nombreuses années ». Cette récompense de dernière minute aide les Gryffondor à remporter la Coupe des quatre maisons (contre les Serpentard qui au début étaient en tête).
Durant l'été de Harry Potter et la Chambre des secrets, Ron tente d'écrire à Harry plusieurs fois, mais il ne reçoit pas de réponse car Dobby l'elfe de maison intercepte ses lettres. De plus en plus inquiet, Ron décide finalement d'emprunter avec ses frères Fred et George la voiture volante de son père pour prendre des nouvelles de Harry dans la maison de son oncle et de sa tante. Harry s'enfuit alors de chez lui et passe le mois d'août au domicile des Weasley, le Terrier.
À la gare de King's Cross, Harry et Ron n'arrivent pas à traverser la barrière donnant accès au quai 9¾. Ron a l'idée d'utiliser la Ford Anglia volante de son père pour se rendre à Poudlard par ses propres moyens. Harry et lui mettent le plan à exécution, mais la voiture montre des signes de faiblesse à la fin du voyage et finit par s'écraser sur le Saule cogneur, dans le parc de l'école. Harry et Ron s'en sortent indemnes, mais la voiture disparaît dans la Forêt Interdite et la baguette magique de Ron se brise.
Plus tard dans l'année, Ron et Harry utilisent la potion Polynectar pour prendre l'apparence des deux acolytes de Drago Malefoy, Crabbe (pour Ron) et Goyle (pour Harry), pour l'espionner et découvrir ce qu'il sait sur la chambre des secrets. Dans leur recherche d'informations sur l'héritier de Serpentard, c'est Ron qui fournit le premier indice de l'identité de Tom Elvis Jedusor en se rappelant avoir vu ce nom sur un trophée décerné par Poudlard pour « Services spéciaux rendus à l'école ».
Plus tard, Ron doit faire face à sa plus grande phobie, les araignées, en entrant dans la forêt interdite sur le conseil implicite de Hagrid. Harry et lui manquent de se faire dévorer par les acromentules géantes et sont finalement sauvés par la Ford Anglia, venue seule à leur secours. Ron et Harry découvrent alors l'entrée de la chambre des secrets et y pénètrent dans l'espoir d'arriver à temps pour sauver Ginny Weasley, la sœur de Ron, qui a été enlevée et retenue dans la chambre. À cause de la baguette cassée de Ron, le plafond s'écroule et l'éboulis sépare Ron et Harry. Harry continue son chemin et réussit à sauver Ginny. Ron et lui reçoivent un prix pour services rendus à l'école.

#### Chat, chien et rat
Dans Harry Potter et le Prisonnier d'Azkaban, quand le rat de Ron, Croûtard, disparaît, Ron accuse le nouveau chat de Hermione, Pattenrond, de l'avoir mangé. Ceci est cause d'une dispute de plusieurs mois entre les deux amis. Ils finissent par se réconcilier lorsque Hermione frôle la dépression nerveuse en raison de sa surcharge scolaire et du stress engendré par le sort de l'hippogriffe Buck. L'animal fait en effet l'objet d'un procès après avoir blessé Drago Malefoy lors d'un cours de Soin aux créatures magiques. Ron propose à Hermione et Hagrid de les aider, mais leur défense échoue et l'animal est condamné à mort. Le jour de l'exécution de Buck, à laquelle sont venus assister les trois amis dans le parc de Poudlard, Croûtard s'enfuit. Ron se lance alors à sa poursuite et, devant le Saule cogneur, est attrapé par un gros chien noir, le Sinistros. L'animal le traîne dans le tunnel qui prend son départ sous les racines de l'arbre.
Harry et Hermione suivent à leur tour le tunnel et rejoignent ainsi la Cabane hurlante. Le chien noir se révèle être l'animagus Sirius Black, parrain de Harry échappé de la prison de sorciers Azkaban. Le professeur de Défense contre les forces du mal, Remus Lupin, arrive à son tour dans la cabane et jette un sort sur Croûtard, dévoilant qu'il s'agit en fait de Peter Pettigrow, animagus lui aussi, camouflé en rat depuis des années. Pettigrow, qui avait jusqu'à ce jour simulé sa mort grâce à son déguisement, nie avoir livré les parents de Harry à Voldemort devant les accusations de Lupin et Black. Après avoir refusé de croire Sirius et de lui confier son rat, Ron change d'avis en découvrant sa véritable identité. Pettigrow réussit à prendre la fuite lorsque les autres personnages le font sortir du Saule cogneur. Ron, qui a été mordu par le chien noir (Sirius Black), est emmené à l'infirmerie et forcé d'y rester pendant que Harry et Hermione remontent le temps pour sauver Sirius Black et Buck. À la fin du roman, Sirius envoie à Ron un petit hibou excité que Ginny baptise Coquecigrue.

#### Jalousie
Durant l'été 1994, dans Harry Potter et la Coupe de feu, les Weasley invitent Harry et Hermione à la Coupe du monde de Quidditch. Ron est en admiration devant son champion de Quidditch préféré, Viktor Krum. Il apprend un peu plus tard que ce même Krum, étudiant à l'école de sorciers Durmstrang, passera l'année scolaire à Poudlard à l'occasion du Tournoi des Trois Sorciers. Le jour de la nomination des représentants des trois écoles pour le tournoi, Harry est mystérieusement choisi comme quatrième champion. Ron, comme nombre d'autres étudiants, le soupçonne d'avoir triché pour participer à la compétition et lui tourne le dos. D'après Hermione, c'est un signe de la jalousie latente de Ron envers la célébrité de son ami. La période de froid dure presque un mois, et la réconciliation survient lorsque Harry échappe à un dragon cracheur de feu durant la première tâche du tournoi : Ron reconnaît la dangerosité du tournoi et écarte l'idée que Harry ait pu se porter volontaire.
À Noël, selon la tradition du Tournoi des Trois Sorciers, Poudlard organise un Bal de Noël. Ron et Harry sont paniqués à l'idée de devoir inviter une cavalière. Ron invite au dernier moment Hermione à l'accompagner au bal, mais, vexée et blessée par le fait qu'il l'invite seulement pour ne pas se présenter seul à la soirée (et pas parce qu'il veut vraiment passer la soirée avec elle), elle décline son invitation. Harry, après avoir invité Cho Chang sans succès, réussit à sauver son honneur et celui de son ami en convainquant Parvati et Padma Patil de les accompagner au bal. Padma ne semble pas enchantée de la mauvaise humeur de Ron et de sa robe miteuse. En apercevant Hermione aux bras de Victor Krum, le champion de Quidditch, Ron déborde de jalousie et va jusqu'à accuser son amie de « fraterniser avec l'ennemi ». Même devant les reproches d'Hermione, qui laisse entendre qu'il aurait dû penser à elle en premier et non comme solution par défaut, Ron continue d'ignorer ou de nier les sentiments naissants qu'ils nourrissent l'un pour l'autre. Hermione, de son côté, montre également des signes de jalousie à l'égard de Fleur Delacour, étudiante de l'école Beauxbâtons, de qui Ron n'arrive pas à détacher les yeux, ensorcelé par sa magie vélane.
Pour les besoins de la deuxième tâche du tournoi, Ron est emmené et attaché au fond du lac de Poudlard, endormi par magie et devant attendre que Harry le secoure. On apprend ainsi que Ron représente la personne à laquelle Harry « tient le plus ». Harry réussit à sauver Ron, et ce dernier se moque gentiment de Harry pour l'avoir vraiment cru en danger.

#### Préfet et gardien de Gryffondor
Pendant l'été 1995, dans Harry Potter et l'Ordre du Phénix, Ron est nommé préfet de Gryffondor, à la grande surprise de sa famille, de ses amis (en particulier Hermione, l'autre nouvelle préfète) et de lui-même. Son frère, Percy, devenu distant et déconnecté de la famille, envoie un hibou à Ron pour le féliciter de son nouveau rôle et lui conseiller de couper les ponts avec Harry. Il lui suggère également de se ranger du côté de Dolores Ombrage, le nouveau professeur de défense contre les forces du mal de Poudlard, ce qui met Ron en colère. Il déchire la lettre sous les yeux de Harry.
Ron montre explicitement son soutien et sa loyauté à son ami Harry lorsque ses camarades de classe laissent entendre que le récit de celui-ci au sujet du retour de Voldemort est un mensonge (allant parfois jusqu'à faire usage de son nouveau pouvoir de préfet pour les faire taire). Bien qu'ils passent une grande partie de leur temps à se chamailler, Ron et Hermione forment un front uni pour épauler Harry. Ron soutient la proposition d'Hermione de créer une association d'étudiants dans laquelle Harry donnerait des cours pratiques de défense contre les forces du mal. Le professeur Ombrage a en effet interdit à ses élèves, sur ordre du Ministère de la Magie, de pratiquer la magie durant ses cours alors que Voldemort est revenu. Ron et ses amis fondent alors l'Armée de Dumbledore.
Ron rejoint l'équipe de Quidditch de Gryffondor au poste de gardien de but, mais sa nervosité et son manque de confiance en soi altèrent ses capacités et son talent durant les matchs. Les élèves de Serpentard ont inventé une chanson moqueuse sur l'incapacité de Ron à protéger ses buts, arguant même que Serpentard pourrait gagner la Coupe de Quidditch grâce à lui. Mais Ron se reprend dans le dernier match de l'année et Gryffondor remporte la victoire.
Ron vit mal le fait que Ginny, sa sœur benjamine, ait des aventures amoureuses.
Lors de la visite de l'Armée de Dumbledore au Département des mystères, Ron combat les mangemorts aux côtés de Harry, Hermione, Ginny, Luna Lovegood et Neville Londubat. Il est blessé au cours de l'expédition par des sortes de cerveaux qui lui font plus ou moins perdre le sens des réalités, mais guérit rapidement.

#### Felix Felicis
Dans Harry Potter et le Prince de sang-mêlé, Harry, nouveau capitaine de l'équipe de Quidditch de Gryffondor, choisit Ron pour occuper le poste de gardien en écartant Cormac McLaggen, aussi talentueux mais manquant d'esprit d'équipe. Au cours des matchs, son jeu est inégal et repose majoritairement sur son humeur du jour, ses émotions et sa confiance en soi. Ainsi, ses performances sont très mauvaises lorsqu'il est fou de jalousie mais il se montre un excellent gardien lorsqu'il croit avoir bu du Felix Felicis, une potion rendant chanceux, par une sorte d'effet placebo. Ce jour-là, il permet à Gryffondor de gagner le match.
Ron attire l'attention de Lavande Brown, étudiante de Gryffondor. Il sort avec elle durant l'année scolaire, bien qu'il semble plus intéressé par son amie Hermione envers qui il manifeste régulièrement jalousie, inquiétude et mauvaise humeur inexpliquée. Hermione se venge en invitant Cormac McLaggen à la fête de Noël organisée par le professeur Slughorn. Durant plusieurs mois, Ron et Hermione ne s'adressent pas la parole. Il ne semble pas satisfait de sa relation avec Lavande. À l'occasion de son anniversaire, Ron mange accidentellement des chocolats empoisonnés par une potion d'amour. Après avoir été guéri par le professeur Slughorn, il avale accidentellement de l'hydromel empoisonné. Il est sauvé de peu par Harry à l'aide d'un bézoard (antidote à la plupart des poisons, que l'on trouve dans l'estomac des chèvres). Son séjour à l'infirmerie et l'inquiétude ressentie par Hermione permettent leur réconciliation. Ron en profite pour mettre un terme à ses relations avec Lavande. Il finit également par accepter la relation amoureuse entre sa sœur Ginny et Harry.
Selon J.K. Rowling, Ron se montre très immature dans ce tome en comparaison de ses deux amis, et il doit apprendre à « mériter Hermione » en grandissant d'un point de vue émotionnel. Tout au long du roman, la tension romantique entre les deux personnages est palpable. Parallèlement, Ron renforce son amitié avec Harry : leurs discussions sur les performances sportives de Ron, par exemple, ne tournent pas au conflit personnel.
Au début de ce roman, Ron ne partage pas la conviction de Harry selon laquelle Drago Malefoy est devenu mangemort, mais change d'avis par la suite. Il est chargé par Harry de surveiller Drago et le professeur Rogue lorsqu'il s'absente de l'école avec Dumbledore. Il s'est également vu confier la fiole de Felix Felicis pour protéger les membres de l'Armée de Dumbledore durant la soirée, ce qui leur a permis d'éviter tous les sorts lancés à leur encontre durant l'attaque des Mangemorts. Après l'enterrement de Dumbledore, Ron et Hermione promettent à Harry de l'accompagner dans sa future quête des horcruxes, renonçant ainsi à finir leurs études à Poudlard.

#### Le médaillon
Dans Harry Potter et les Reliques de la Mort, Ron accompagne Harry et Hermione dans leur quête des Horcruxes. Il reste quelque temps au Terrier avec eux et insiste pour ne le quitter qu'après le mariage de Bill. Pour cacher son départ en voyage, Ron fait porter un vieux pyjama à la goule habitant son grenier et couche celle-ci dans son lit : déguisée en Ron, elle doit faire croire que celui-ci souffre d'« éclabouille », une maladie magique très contagieuse. Ainsi les mangemorts peuvent fouiller la maison des Weasley et laisser ceux-ci tranquilles.
Ron lui-même se déguise en Reginald Cattermole lorsque le trio infiltre le ministère de la Magie pour récupérer le médaillon de Serpentard. Harry décide que chacun, dans le trio, doit porter le médaillon à tour de rôle afin d'en atténuer l'effet maléfique qui pervertit l'âme du porteur. Ron en semble beaucoup plus affecté que ses amis. Fragilisé par l'objet, frustré par le manque de confort dans leur voyage et par l'absence d'un plan concret pour la suite des évènements, Ron finit par abandonner ses amis. Il regrette toutefois immédiatement sa décision, mais ne parvient pas à briser les enchantements de protection placés par Hermione et se fait capturer par des rafleurs (des Mangemorts qui traquent les nés-Moldus et les étudiants absents de Poudlard sous le régime de Voldemort). Après s'en être tiré, il se réfugie un temps chez son frère Bill, à la Chaumière aux Coquillages, trop honteux de son attitude pour retourner chez ses parents au Terrier.

#### Retour auprès d'Hermione
Grâce à la voix d'Hermione, retransmise par le déluminateur que lui a légué Dumbledore, Ron parvient à localiser ses amis quelque temps plus tard. Il sauve alors la vie de Harry en le découvrant en train de se noyer dans un lac gelé, à la recherche de l'épée de Gryffondor, à cause du médaillon qui lui serre le cou. Son ami lui confie alors la tâche de détruire le médaillon. Torturé quelques instants par l'âme de Voldemort qui tente de profiter de ses points faibles (son amour encore secret mais très fort pour Hermione, son manque de confiance en soi au sein de sa fratrie et son impression d'être inutile), Ron finit par abattre l'épée sur le médaillon. Il retourne ensuite au campement où il finit par se réconcilier avec Hermione.
Ron est une nouvelle fois mis à l'épreuve lorsque, le trio ayant été capturé par des rafleurs et amené au manoir des Malefoy, Hermione subit le sortilège Doloris de la main de Bellatrix Lestrange, tandis que Ron est horrifié et mort d'inquiétude pour elle. Ils sont sauvés quelques heures plus tard par Dobby, qui les aide à fuir. Après une mission dans la banque de Gringotts (où ils trouvent un horcruxe supplémentaire) et une fuite sur le dos d'un dragon, Ron et ses amis retournent à Poudlard pour trouver l'un des derniers Horcruxes. Ron a l'idée, pour remplacer l'épée de Gryffondor qu'ils ont dû laisser au gobelin Gripsec, de se procurer du venin de Basilic en en récupérant les crocs dans la chambre des secrets. Il parvient à reproduire des sons en Fourchelang pour ouvrir la chambre, et laisse à Hermione le soin de briser la coupe.
Au cours de la grande bataille qui prend place à Poudlard, Ron s'inquiète du sort des elfes de maison et émeut ainsi Hermione, qui saute dans ses bras pour lui donner un premier baiser. Troublé et à la fois très heureux, il continue tout de même à se battre vaillamment, assiste à la mort de son frère Fred, et cependant fait preuve d'un immense courage en lui tournant le dos pour continuer d'aider Harry. Il fait équipe avec Neville pour venir à bout de Fenrir Greyback, le loup-garou qui a mordu Lupin et Bill.
Dix-neuf ans après la chute de Voldemort, Ron et Hermione ont deux enfants : Rose, qui va faire sa première rentrée scolaire à Poudlard, et son frère cadet Hugo. Ron a également passé le permis de conduire moldu en lançant un sortilège de confusion à l'examinateur.

### Pièce de théâtre
Dans Harry Potter et l'Enfant maudit, Ron travaille d'abord au ministère de la Magie avec Harry comme Auror[réf. nécessaire] puis au magasin de farces-et-attrapes de son frère, George. Il est marié à Hermione Granger et ils ont eu une fille et un garçon, Rose et Hugo. Après la première remontée de temps d'Albus Potter et de Scorpius Malefoy, ceux-ci changent le passé : Ron se retrouve ainsi marié avec Padma Patil, avec laquelle il a un fils nommé Panju. Après la deuxième remontée de temps d'Albus Potter et de Scorpius Malefoy, Ron se retrouve célibataire et recherché. En remontant encore une fois le temps, Ron, accompagné des autres personnages, piège Delphini, la fille de Voldemort. En revenant dans le présent, tout redevient normal : Ron est toujours marié avec Hermione Granger et retrouve ses enfants Rose et Hugo Weasley.

## Caractéristiques
J. K. Rowling présente Ron en ces termes : « un grand dadais avec de grands pieds, de grandes mains et des taches de rousseur. » Ron a des yeux bleus et des cheveux roux, comme tous les membres de la famille Weasley, dépassant même en taille certains de ses frères plus âgés.
Ron se montre sarcastique, passionné et susceptible. Il est très doué aux échecs, mais reste un élève moyen au sein de Poudlard. De tendance paresseuse, il a l'habitude de solliciter l'aide de son amie Hermione Granger pour l'aider à faire ses devoirs — ou même les rédiger à sa place. Au sein du trio de camarades, ses sarcasmes perpétuels servent souvent à ramener à la réalité Harry et Hermione lorsqu'ils se perdent dans des concepts ou des projets alambiqués.
Il doit faire face durant son adolescence à un complexe d'infériorité : beaucoup de ses camarades ne le considèrent que comme le meilleur ami de Harry Potter et on lui a dit que sa mère, pendant sa grossesse, avait exprimé le désir d'avoir une fille. Étant le plus jeune garçon de la famille, ses performances scolaires sont sans cesse comparées à celles de ses frères. En réaction, Ron peut être plutôt ambitieux par certains côtés, et rêve de popularité et de succès. Il se montre en revanche honteux de la situation économique de sa famille, malgré la grande loyauté dont il fait part envers elle. Ce sentiment se traduit parfois par une jalousie à l'égard de Harry, bien plus fortuné que lui, même s'il semble mettre un point d'honneur à refuser tout argent venant de son ami.
Comme beaucoup des membres de la famille Weasley, Ron se dispute souvent. Ce trait de caractère se manifeste particulièrement dans la relation qu'il entretient avec Hermione Granger, les prises de bec constituant presque leur unique moyen de communication. Tout comme elle, il ne semble pourtant pas y prêter une grande importance et se montre surpris quand une tierce personne tente d'apaiser la discussion.
Ron a été traumatisé dans sa jeunesse quand Fred Weasley a changé son ours en peluche en araignée, provoquant chez lui une arachnophobie, dont le lecteur prend conscience dans Harry Potter et la Chambre des secrets lorsque Harry et lui sont confrontés à Aragog et sa famille.
Ron hérite de la vieille baguette magique de Charlie Weasley, en bois de frêne et contenant un crin de licorne. Après une rencontre avec le saule cogneur (au début de Harry Potter et la Chambre des secrets), sa baguette est abîmée et ne tient que grâce à une maladroite réparation au ruban adhésif. Ses fonctions magiques sont alors irrémédiablement altérées, et il arrive souvent que la baguette renvoie les sorts à l'émetteur, émette des bruits bizarres ou fasse sortir des objets par le mauvais côté. Il obtient une nouvelle baguette au début de sa troisième année d'études.

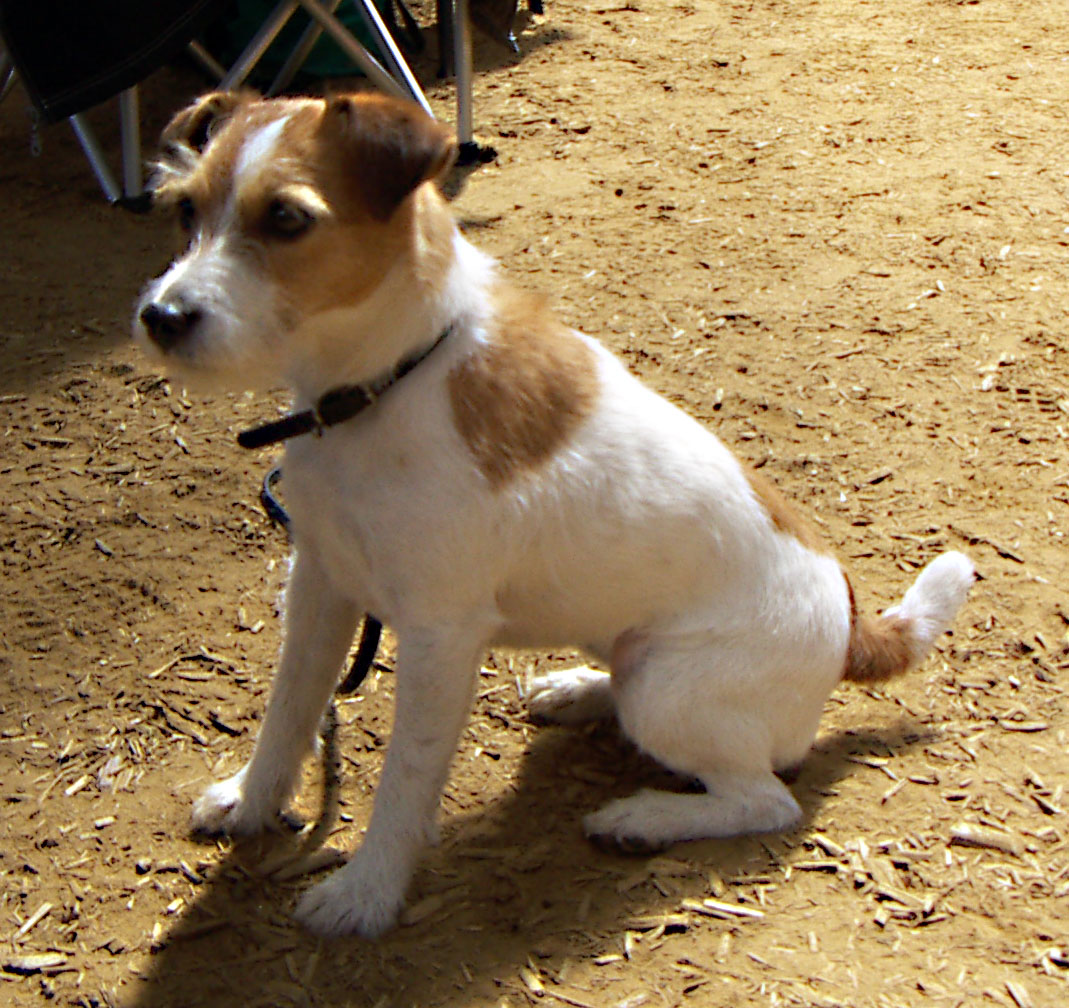
Un Jack Russell Terrier

Ron montre d'impressionnantes capacités tactiques, comme en témoigne son don pour les échecs sorciers (la seule différence avec un jeu d'échecs normal étant que les pièces sont vivantes). Il est souvent dépeint comme le personnage le plus pragmatique du trio, bien plus calme et posé qu'Hermione. Les talents de Ron sont rarement évoqués, mais il a survécu, comme les autres membres de l'AD, à une violente confrontation avec les Mangemorts dans le tome 5. Dans le dernier tome, Ron perd sa baguette et utilise celle de Peter Pettigrow pour la remplacer. Ron gagne en maturité après s'être violemment disputé avec Harry. Faisant alors preuve de plus de talent et de motivation, il prend les rênes de la recherche des horcruxes menée par le trio.
D'après J.K. Rowling, le patronus de Ron prend la forme d'un Jack Russell Terrier. Il s'agit d'un choix sentimental, l'écrivain possédant elle-même un chien de cette race.

## Famille
Ron, né le 1er mars 1980, est le sixième enfant d'Arthur et Molly Weasley et leur plus jeune fils. Son second prénom, Bilius, lui vient d'un oncle décédé mentionné dans les troisième et septième tomes. Ron a grandi dans la maison familiale surnommée « le Terrier », une maison délabrée de quatre étages, près du village de Loutry Ste Chaspoule dans le comté de Devon. Il a une petite sœur, Ginny, et cinq frères aînés : Bill, Charlie, Percy et les jumeaux Fred et George. Chacun d'eux a une personnalité différente, mais ils apparaissent tous plus sûrs d'eux, et à des degrés variés plus talentueux que lui. Tous les Weasley ont des cheveux roux vif et des taches de rousseur, et ils sont tous, à Poudlard, envoyés dans la maison Gryffondor.

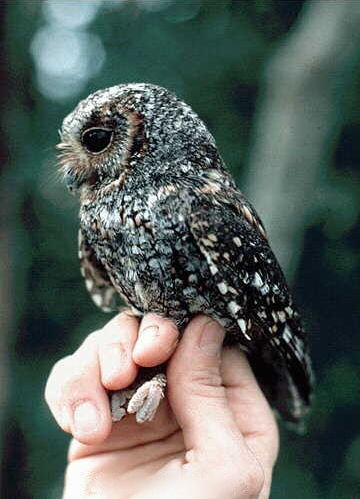
Hibou petit duc.

J.K. Rowling a décrit les Weasley comme une vieille famille au sang pur. Les Weasley sont relativement pauvres, et malgré la promotion qu'a obtenu le père de Ron au Ministère de la Magie, passant du Service des Détournements de l'Artisanat Moldu au Bureau de détection et de confiscation des faux sortilèges et objets de protection, leur situation financière reste difficile. Ron est particulièrement conscient, frustré et honteux des moyens modestes de sa famille. Ses ennemis à Poudlard, dont Drago Malefoy et son père Lucius, exploitent souvent ce point faible et l'attaquent sur sa pauvreté. Mais dans le sixième livre, la situation se retourne quand le père de Ron est promu à un poste mieux rémunéré que celui de Lucius Malefoy au ministère, et que celui-ci est jeté en prison. La famille Weasley occupe une place très importante dans la saga et représente la famille « adoptive » de Harry Potter, et celle qu'il aurait aimé avoir.
La famille Weasley possède beaucoup d'animaux tels que des hiboux (Errol, Hermès et le petit duc Coquecigrue), un rat (Croûtard) et un boursouflet (Arnold). Une goule a également immigré dans leur grenier et un nombre impressionnant de Gnomes qu'ils doivent fréquemment chasser de leur jardin.
Généalogie
Les Weasley sont liés à la famille Black, faisant partie des nombreux descendants de Phineas Nigellus Black, par l'intermédiaire de la mère d'Arthur, Cedrella Black.
Arbre généalogique :
|                               |                               |                               |                               |                               |                               |  |  |                         |                         |                         |                         |                         |                         |  |  |                        |                        |                        |                        |                        |                        |  |  |                      |                      |                      |                      |                      |                      |  |  | Septimus Weasley (v.1915-?)   | Septimus Weasley (v.1915-?)   | Septimus Weasley (v.1915-?)   | Septimus Weasley (v.1915-?)   | Septimus Weasley (v.1915-?)   | Septimus Weasley (v.1915-?)   |  |  | Cedrella Black (v.1918-?) | Cedrella Black (v.1918-?) | Cedrella Black (v.1918-?) | Cedrella Black (v.1918-?) | Cedrella Black (v.1918-?) | Cedrella Black (v.1918-?) |  |  |                         |                         |                         |                         |                         |                         |  |  |                          |                          |                          |                          |                          |                          |                     |                     |                     |                     |                    |                    |                     |                     |                     |                     |                         |                         |                         |                         |                              |                              |                              |                              |                              |                              |                     |                     |                             |                             |                             |                             |                             |                             |                      |                      |                         |                         |                         |                         |                         |                         |
|                               |                               |                               |                               |                               |                               |  |  |                         |                         |                         |                         |                         |                         |  |  |                        |                        |                        |                        |                        |                        |  |  |                      |                      |                      |                      |                      |                      |  |  | Septimus Weasley (v.1915-?)   | Septimus Weasley (v.1915-?)   | Septimus Weasley (v.1915-?)   | Septimus Weasley (v.1915-?)   | Septimus Weasley (v.1915-?)   | Septimus Weasley (v.1915-?)   |  |  | Cedrella Black (v.1918-?) | Cedrella Black (v.1918-?) | Cedrella Black (v.1918-?) | Cedrella Black (v.1918-?) | Cedrella Black (v.1918-?) | Cedrella Black (v.1918-?) |  |  |                         |                         |                         |                         |                         |                         |  |  |                          |                          |                          |                          |                          |                          |                     |                     |                     |                     |                    |                    |                     |                     |                     |                     |                         |                         |                         |                         |                              |                              |                              |                              |                              |                              |                     |                     |                             |                             |                             |                             |                             |                             |                      |                      |                         |                         |                         |                         |                         |                         |
|                               |                               |                               |                               |                               |                               |  |  |                         |                         |                         |                         |                         |                         |  |  |                        |                        |                        |                        |                        |                        |  |  |                      |                      |                      |                      |                      |                      |  |  |                               |                               |                               |                               |                               |                               |  |  |                           |                           |                           |                           |                           |                           |  |  |                         |                         |                         |                         |                         |                         |  |  |                          |                          |                          |                          |                          |                          |                     |                     |                     |                     |                    |                    |                     |                     |                     |                     |                         |                         |                         |                         |                              |                              |                              |                              |                              |                              |                     |                     |                             |                             |                             |                             |                             |                             |                      |                      |                         |                         |                         |                         |                         |                         |
|                               |                               |                               |                               |                               |                               |  |  |                         |                         |                         |                         |                         |                         |  |  |                        |                        |                        |                        |                        |                        |  |  |                      |                      |                      |                      |                      |                      |  |  |                               |                               |                               |                               |                               |                               |  |  |                           |                           |                           |                           |                           |                           |  |  |                         |                         |                         |                         |                         |                         |  |  |                          |                          |                          |                          |                          |                          |                     |                     |                     |                     |                    |                    |                     |                     |                     |                     |                         |                         |                         |                         |                              |                              |                              |                              |                              |                              |                     |                     |                             |                             |                             |                             |                             |                             |                      |                      |                         |                         |                         |                         |                         |                         |
|                               |                               |                               |                               |                               |                               |  |  |                         |                         |                         |                         |                         |                         |  |  |                        |                        |                        |                        |                        |                        |  |  | Weasley              | Weasley              | Weasley              | Weasley              | Weasley              | Weasley              |  |  | Bilius Weasley                | Bilius Weasley                | Bilius Weasley                | Bilius Weasley                | Bilius Weasley                | Bilius Weasley                |  |  | Arthur Weasley (v.1950)   | Arthur Weasley (v.1950)   | Arthur Weasley (v.1950)   | Arthur Weasley (v.1950)   | Arthur Weasley (v.1950)   | Arthur Weasley (v.1950)   |  |  | Molly Prewett (v.1950)  | Molly Prewett (v.1950)  | Molly Prewett (v.1950)  | Molly Prewett (v.1950)  | Molly Prewett (v.1950)  | Molly Prewett (v.1950)  |  |  | Fabian Prewett           | Fabian Prewett           | Fabian Prewett           | Fabian Prewett           | Fabian Prewett           | Fabian Prewett           |                     |                     | Gideon Prewett      | Gideon Prewett      | Gideon Prewett     | Gideon Prewett     | Gideon Prewett      | Gideon Prewett      |                     |                     |                         |                         |                         |                         |                              |                              |                              |                              |                              |                              |                     |                     |                             |                             |                             |                             |                             |                             |                      |                      |                         |                         |                         |                         |                         |                         |
|                               |                               |                               |                               |                               |                               |  |  |                         |                         |                         |                         |                         |                         |  |  |                        |                        |                        |                        |                        |                        |  |  | Weasley              | Weasley              | Weasley              | Weasley              | Weasley              | Weasley              |  |  | Bilius Weasley                | Bilius Weasley                | Bilius Weasley                | Bilius Weasley                | Bilius Weasley                | Bilius Weasley                |  |  | Arthur Weasley (v.1950)   | Arthur Weasley (v.1950)   | Arthur Weasley (v.1950)   | Arthur Weasley (v.1950)   | Arthur Weasley (v.1950)   | Arthur Weasley (v.1950)   |  |  | Molly Prewett (v.1950)  | Molly Prewett (v.1950)  | Molly Prewett (v.1950)  | Molly Prewett (v.1950)  | Molly Prewett (v.1950)  | Molly Prewett (v.1950)  |  |  | Fabian Prewett           | Fabian Prewett           | Fabian Prewett           | Fabian Prewett           | Fabian Prewett           | Fabian Prewett           |                     |                     | Gideon Prewett      | Gideon Prewett      | Gideon Prewett     | Gideon Prewett     | Gideon Prewett      | Gideon Prewett      |                     |                     |                         |                         |                         |                         |                              |                              |                              |                              |                              |                              |                     |                     |                             |                             |                             |                             |                             |                             |                      |                      |                         |                         |                         |                         |                         |                         |
|                               |                               |                               |                               |                               |                               |  |  |                         |                         |                         |                         |                         |                         |  |  |                        |                        |                        |                        |                        |                        |  |  |                      |                      |                      |                      |                      |                      |  |  |                               |                               |                               |                               |                               |                               |  |  |                           |                           |                           |                           |                           |                           |  |  |                         |                         |                         |                         |                         |                         |  |  |                          |                          |                          |                          |                          |                          |                     |                     |                     |                     |                    |                    |                     |                     |                     |                     |                         |                         |                         |                         |                              |                              |                              |                              |                              |                              |                     |                     |                             |                             |                             |                             |                             |                             |                      |                      |                         |                         |                         |                         |                         |                         |
|                               |                               |                               |                               |                               |                               |  |  |                         |                         |                         |                         |                         |                         |  |  |                        |                        |                        |                        |                        |                        |  |  |                      |                      |                      |                      |                      |                      |  |  |                               |                               |                               |                               |                               |                               |  |  |                           |                           |                           |                           |                           |                           |  |  |                         |                         |                         |                         |                         |                         |  |  |                          |                          |                          |                          |                          |                          |                     |                     |                     |                     |                    |                    |                     |                     |                     |                     |                         |                         |                         |                         |                              |                              |                              |                              |                              |                              |                     |                     |                             |                             |                             |                             |                             |                             |                      |                      |                         |                         |                         |                         |                         |                         |
| Bill Weasley (1970)           | Bill Weasley (1970)           | Bill Weasley (1970)           | Bill Weasley (1970)           | Bill Weasley (1970)           | Bill Weasley (1970)           |  |  | Fleur Delacour (v.1977) | Fleur Delacour (v.1977) | Fleur Delacour (v.1977) | Fleur Delacour (v.1977) | Fleur Delacour (v.1977) | Fleur Delacour (v.1977) |  |  | Charlie Weasley (1972) | Charlie Weasley (1972) | Charlie Weasley (1972) | Charlie Weasley (1972) | Charlie Weasley (1972) | Charlie Weasley (1972) |  |  | Percy Weasley (1976) | Percy Weasley (1976) | Percy Weasley (1976) | Percy Weasley (1976) | Percy Weasley (1976) | Percy Weasley (1976) |  |  | Audrey Rowenda-Bones (v.1976) | Audrey Rowenda-Bones (v.1976) | Audrey Rowenda-Bones (v.1976) | Audrey Rowenda-Bones (v.1976) | Audrey Rowenda-Bones (v.1976) | Audrey Rowenda-Bones (v.1976) |  |  | George Weasley (1978)     | George Weasley (1978)     | George Weasley (1978)     | George Weasley (1978)     | George Weasley (1978)     | George Weasley (1978)     |  |  | Angelina Johnson (1977) | Angelina Johnson (1977) | Angelina Johnson (1977) | Angelina Johnson (1977) | Angelina Johnson (1977) | Angelina Johnson (1977) |  |  | Fred Weasley (1978-1998) | Fred Weasley (1978-1998) | Fred Weasley (1978-1998) | Fred Weasley (1978-1998) | Fred Weasley (1978-1998) | Fred Weasley (1978-1998) |                     |                     | Ron Weasley (1980)  | Ron Weasley (1980)  | Ron Weasley (1980) | Ron Weasley (1980) | Ron Weasley (1980)  | Ron Weasley (1980)  |                     |                     | Hermione Granger (1979) | Hermione Granger (1979) | Hermione Granger (1979) | Hermione Granger (1979) | Hermione Granger (1979)      | Hermione Granger (1979)      |                              |                              | Harry Potter (1980)          | Harry Potter (1980)          | Harry Potter (1980) | Harry Potter (1980) | Harry Potter (1980)         | Harry Potter (1980)         |                             |                             | Ginny Weasley (1981)        | Ginny Weasley (1981)        | Ginny Weasley (1981) | Ginny Weasley (1981) | Ginny Weasley (1981)    | Ginny Weasley (1981)    |                         |                         |                         |                         |
| Bill Weasley (1970)           | Bill Weasley (1970)           | Bill Weasley (1970)           | Bill Weasley (1970)           | Bill Weasley (1970)           | Bill Weasley (1970)           |  |  | Fleur Delacour (v.1977) | Fleur Delacour (v.1977) | Fleur Delacour (v.1977) | Fleur Delacour (v.1977) | Fleur Delacour (v.1977) | Fleur Delacour (v.1977) |  |  | Charlie Weasley (1972) | Charlie Weasley (1972) | Charlie Weasley (1972) | Charlie Weasley (1972) | Charlie Weasley (1972) | Charlie Weasley (1972) |  |  | Percy Weasley (1976) | Percy Weasley (1976) | Percy Weasley (1976) | Percy Weasley (1976) | Percy Weasley (1976) | Percy Weasley (1976) |  |  | Audrey Rowenda-Bones (v.1976) | Audrey Rowenda-Bones (v.1976) | Audrey Rowenda-Bones (v.1976) | Audrey Rowenda-Bones (v.1976) | Audrey Rowenda-Bones (v.1976) | Audrey Rowenda-Bones (v.1976) |  |  | George Weasley (1978)     | George Weasley (1978)     | George Weasley (1978)     | George Weasley (1978)     | George Weasley (1978)     | George Weasley (1978)     |  |  | Angelina Johnson (1977) | Angelina Johnson (1977) | Angelina Johnson (1977) | Angelina Johnson (1977) | Angelina Johnson (1977) | Angelina Johnson (1977) |  |  | Fred Weasley (1978-1998) | Fred Weasley (1978-1998) | Fred Weasley (1978-1998) | Fred Weasley (1978-1998) | Fred Weasley (1978-1998) | Fred Weasley (1978-1998) |                     |                     | Ron Weasley (1980)  | Ron Weasley (1980)  | Ron Weasley (1980) | Ron Weasley (1980) | Ron Weasley (1980)  | Ron Weasley (1980)  |                     |                     | Hermione Granger (1979) | Hermione Granger (1979) | Hermione Granger (1979) | Hermione Granger (1979) | Hermione Granger (1979)      | Hermione Granger (1979)      |                              |                              | Harry Potter (1980)          | Harry Potter (1980)          | Harry Potter (1980) | Harry Potter (1980) | Harry Potter (1980)         | Harry Potter (1980)         |                             |                             | Ginny Weasley (1981)        | Ginny Weasley (1981)        | Ginny Weasley (1981) | Ginny Weasley (1981) | Ginny Weasley (1981)    | Ginny Weasley (1981)    |                         |                         |                         |                         |
|                               |                               |                               |                               |                               |                               |  |  |                         |                         |                         |                         |                         |                         |  |  |                        |                        |                        |                        |                        |                        |  |  |                      |                      |                      |                      |                      |                      |  |  |                               |                               |                               |                               |                               |                               |  |  |                           |                           |                           |                           |                           |                           |  |  |                         |                         |                         |                         |                         |                         |  |  |                          |                          |                          |                          |                          |                          |                     |                     |                     |                     |                    |                    |                     |                     |                     |                     |                         |                         |                         |                         |                              |                              |                              |                              |                              |                              |                     |                     |                             |                             |                             |                             |                             |                             |                      |                      |                         |                         |                         |                         |                         |                         |
|                               |                               |                               |                               |                               |                               |  |  |                         |                         |                         |                         |                         |                         |  |  |                        |                        |                        |                        |                        |                        |  |  |                      |                      |                      |                      |                      |                      |  |  |                               |                               |                               |                               |                               |                               |  |  |                           |                           |                           |                           |                           |                           |  |  |                         |                         |                         |                         |                         |                         |  |  |                          |                          |                          |                          |                          |                          |                     |                     |                     |                     |                    |                    |                     |                     |                     |                     |                         |                         |                         |                         |                              |                              |                              |                              |                              |                              |                     |                     |                             |                             |                             |                             |                             |                             |                      |                      |                         |                         |                         |                         |                         |                         |
| Victoire Weasley (2 mai 1999) | Victoire Weasley (2 mai 1999) | Victoire Weasley (2 mai 1999) | Victoire Weasley (2 mai 1999) | Victoire Weasley (2 mai 1999) | Victoire Weasley (2 mai 1999) |  |  | Dominique Weasley       | Dominique Weasley       | Dominique Weasley       | Dominique Weasley       | Dominique Weasley       | Dominique Weasley       |  |  | Louis Weasley          | Louis Weasley          | Louis Weasley          | Louis Weasley          | Louis Weasley          | Louis Weasley          |  |  | Lucy Weasley         | Lucy Weasley         | Lucy Weasley         | Lucy Weasley         | Lucy Weasley         | Lucy Weasley         |  |  | Molly Weasley                 | Molly Weasley                 | Molly Weasley                 | Molly Weasley                 | Molly Weasley                 | Molly Weasley                 |  |  | Fred Weasley              | Fred Weasley              | Fred Weasley              | Fred Weasley              | Fred Weasley              | Fred Weasley              |  |  | Roxanne Weasley         | Roxanne Weasley         | Roxanne Weasley         | Roxanne Weasley         | Roxanne Weasley         | Roxanne Weasley         |  |  |                          |                          |                          |                          | Rose Weasley (2006)      | Rose Weasley (2006)      | Rose Weasley (2006) | Rose Weasley (2006) | Rose Weasley (2006) | Rose Weasley (2006) |                    |                    | Hugo Weasley (2008) | Hugo Weasley (2008) | Hugo Weasley (2008) | Hugo Weasley (2008) | Hugo Weasley (2008)     | Hugo Weasley (2008)     |                         |                         | James Sirius Potter (v.2004) | James Sirius Potter (v.2004) | James Sirius Potter (v.2004) | James Sirius Potter (v.2004) | James Sirius Potter (v.2004) | James Sirius Potter (v.2004) |                     |                     | Albus Severus Potter (2006) | Albus Severus Potter (2006) | Albus Severus Potter (2006) | Albus Severus Potter (2006) | Albus Severus Potter (2006) | Albus Severus Potter (2006) |                      |                      | Lily Luna Potter (2008) | Lily Luna Potter (2008) | Lily Luna Potter (2008) | Lily Luna Potter (2008) | Lily Luna Potter (2008) | Lily Luna Potter (2008) |

Autres membres de la famille mentionnés :
- Muriel Weasley
- Mafalda Weasley
- Tessy, la grand-tante odorante de Ron

## Création et évolution
J.K. Rowling a déclaré que Ron faisait partie des personnages qu'elle a inventés « le tout premier jour ». Elle s'est inspirée de son meilleur ami des années de collège, Sean Harris (à qui Harry Potter et la chambre des secrets est dédié). Elle a clairement indiqué qu'elle n'a « jamais voulu recréer Sean grâce à Ron, mais créer Ron avec des traits de Sean ». Comme Harris l'est pour Rowling, Ron est « toujours là » quand Harry a besoin de lui. Dans une entrevue avec Lindsey Fraser en 2000, Rowling déclare : « lorsque j'ai imaginé qu'une voiture venait sauver Harry et Ron Weasley pour les emporter jusqu'à Poudlard, vous pensez bien que ça ne pouvait pas être n'importe quelle guimbarde : il fallait que ce soit une Ford Anglia turquoise (comme celle de Sean). Harry est sauvé par cette voiture, tout comme elle m'a sauvée de l'ennui ».

## Analyse
Dans une interview, J.K. Rowling a décrit Ron comme amusant, mais insensible et immature : « Ron est très immature, et ça participe pour beaucoup à l'humour qui caractérise ce personnage. »
Le personnage de Ron correspond à beaucoup de stéréotypes associés aux individus servant de faire-valoir : c'est un personnage comique qui intervient souvent pour détendre l'atmosphère, se montre loyal envers le héros, ne possède pas les mêmes talents que Harry en termes de puissance magique. Ron est en général peu estimé, alors que la célébrité place son meilleur ami Harry au centre de toutes les attentions.

## Adaptations
Au cinéma

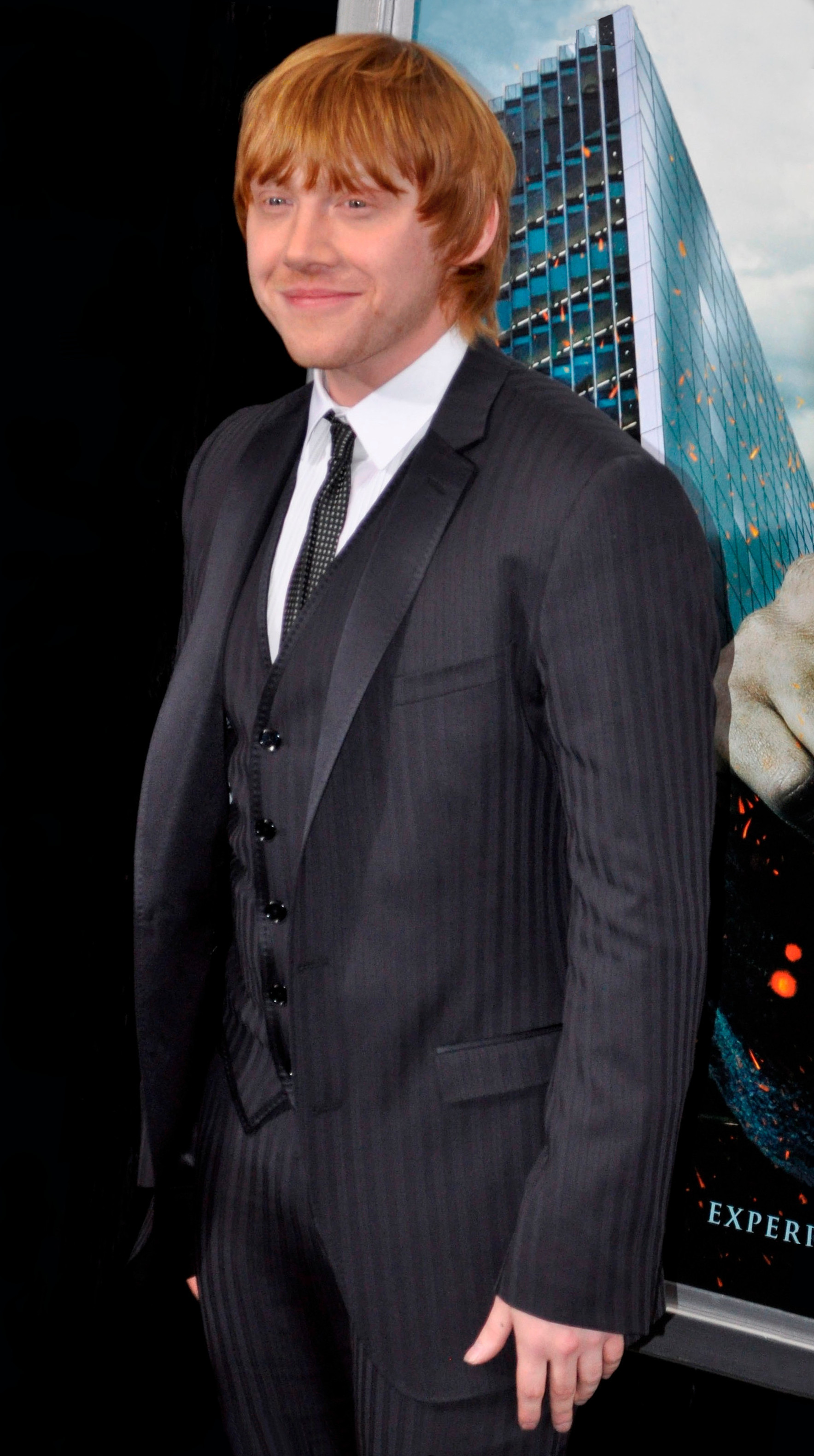
Rupert Grint interprète Ron Weasley.

- Harry Potter à l'école des sorciers (Chris Columbus, 2001) avec Rupert Grint
- Harry Potter et la Chambre des secrets (Chris Columbus, 2002) avec Rupert Grint
- Harry Potter et le Prisonnier d'Azkaban (Alfonso Cuarón, 2004) avec Rupert Grint
- Harry Potter et la Coupe de feu (Mike Newell, 2005) avec Rupert Grint
- Harry Potter et l'Ordre du Phénix (David Yates, 2007) avec Rupert Grint
- Harry Potter et le Prince de Sang Mêlé (David Yates, 2009) avec Rupert Grint
- Harry Potter et les Reliques de la Mort (David Yates, 2010 et 2011) avec Rupert Grint

Olivier Martret double Rupert Grint en français dans tous ces films. Xavier Dolan est sa voix québécoise.
Au théâtre
- Harry Potter et l'Enfant maudit (John Tiffany, 2016) avec Paul Thornley.

## Dans la culture populaire
Ron a fait plusieurs apparitions dans les parodies de Harry Potter.
- Seth Meyers incarne Ron dans l'émission américaine Saturday Night Live, au cours d'un sketch mettant également en scène Lindsay Lohan sous les traits d'Hermione[37].
- En 2003, Comic Relief a publié une parodie intitulée Harry Potter et le pot de chambre secret d'Azerbaïdjan, dans lequel Jennifer Saunders joue à la fois J.K. Rowling et Ron[réf. à confirmer][38].
- Ron est également un personnage régulier des animations Potter Puppet Pals réalisées par Neil Cicierega. Dans l'un des épisodes, The Mysterious Ticking Noise (« Le mystérieux cliquetis »), Ron, Harry, Hermione, Dumbledore et Rogue sont tués par une bombe posée par Voldemort. Cet épisode représente la dix-septième vidéo la plus vue sur YouTube et a remporté en 2007 le prix de la « Meilleure comédie » sur ce site[39].
- Dans le film américain Yes Man, sorti en 2008, Carl (joué par Jim Carrey) se rend à une fête costumée sur le thème de Harry Potter, dont l'organisateur Norman se déguise en Ron.
- Joey Richter incarne Ron dans la comédie musicale (A very potter musical et A very potter sequel).